# Saint-Samson (Calvados)
Saint-Samson és un municipi francès situat al departament de Calvados i a la regió de Normandia. L'any 2007 tenia 345 habitants.

## Demografia

### Població
El 2007 la població de fet de Saint-Samson era de 345 persones. Hi havia 126 famílies de les quals 16 eren unipersonals (8 homes vivint sols i 8 dones vivint soles), 45 parelles sense fills, 57 parelles amb fills i 8 famílies monoparentals amb fills.
La població ha evolucionat segons el següent gràfic:
Habitants censats

### Habitatges
El 2007 hi havia 127 habitatges, 125 eren l'habitatge principal de la família i 2 estaven desocupats. 124 eren cases i 3 eren apartaments. Dels 125 habitatges principals, 106 estaven ocupats pels seus propietaris i 18 estaven llogats i ocupats pels llogaters; 5 tenien dues cambres, 2 en tenien tres, 22 en tenien quatre i 95 en tenien cinc o més. 108 habitatges disposaven pel capbaix d'una plaça de pàrquing. A 42 habitatges hi havia un automòbil i a 79 n'hi havia dos o més.

### Piràmide de població
La piràmide de població per edats i sexe el 2009 era:
| Homes | Edats   | Dones |
| ----- | ------- | ----- |
| 0     | 95 o +  | 0     |
| 0     | 90 a 94 | 0     |
| 4     | 85 a 89 | 0     |
| 0     | 80 a 84 | 0     |
| 4     | 75 a 79 | 4     |
| 0     | 70 a 74 | 4     |
| 8     | 65 a 69 | 8     |
| 16    | 60 a 64 | 12    |
| 4     | 55 a 59 | 0     |
| 20    | 50 a 54 | 20    |
| 8     | 45 a 49 | 4     |
| 32    | 40 a 44 | 28    |
| 8     | 35 a 39 | 8     |
| 4     | 30 a 34 | 8     |
| 8     | 25 a 29 | 4     |
| 12    | 20 a 24 | 4     |
| 16    | 15 a 19 | 20    |
| 28    | 10 a 14 | 16    |
| 0     | 5 a 9   | 0     |
| 4     | 0 a 4   | 0     |

## Economia
El 2007 la població en edat de treballar era de 237 persones, 174 eren actives i 63 eren inactives. De les 174 persones actives 160 estaven ocupades (82 homes i 78 dones) i 14 estaven aturades (6 homes i 8 dones). De les 63 persones inactives 32 estaven jubilades, 17 estaven estudiant i 14 estaven classificades com a «altres inactius».

### Ingressos
El 2009 a Saint-Samson hi havia 119 unitats fiscals que integraven 332,5 persones, la mediana anual d'ingressos fiscals per persona era de 22.220 €.

### Activitats econòmiques
Dels 11 establiments que hi havia el 2007, 1 era d'una empresa de fabricació d'altres productes industrials, 4 d'empreses de construcció, 1 d'una empresa de transport, 1 d'una empresa financera, 1 d'una entitat de l'administració pública i 3 d'empreses classificades com a «altres activitats de serveis».
Dels 3 establiments de servei als particulars que hi havia el 2009, 1 era un guixaire pintor, 1 fusteria i 1 empresa de construcció.
L'any 2000 a Saint-Samson hi havia 4 explotacions agrícoles.

## Equipaments sanitaris i escolars
El 2009 hi havia una escola elemental.

## Poblacions més properes
El següent diagrama mostra les poblacions més properes.